# Рудная Пристань
Ру́дная При́стань — село (до октября 2004 — посёлок городского типа) в Дальнегорском городском округе Приморского края. Население — 1433 чел. (2021). Расположен в устье реки Рудная, на берегу бухты Рудной Японского моря.

## История
Статус населённого пункта с 1927 г. В 1930-х — 1940-х гг. посёлок назывался Плавзавод по плавильному (свинцовому) заводу, построенному в 1930 г. В 1945 г. переименован в Тетюхе-Пристань по морской пристани на его окраине и по расположению рядом с бухтой Тетюхе (ныне Рудная). В 1972 г. переименован в Рудную Пристань вслед за бухтой. В 2004 г. посёлок городского типа Рудная Пристань стал селом.

## География
Посёлок расположен в 35 км от Дальнегорска и в 540 км по автодороге Осиновка — Рудная Пристань от Владивостока.

### Климат
Климат в селе ветреный, зима теплее, чем в других местах Приморского края (−9,0 °С), лето, наоборот, холоднее (июль +16,3 °C, август +19,0 °C), что связано с холодным Приморским течением, заметно теряющим своё влияние лишь около мыса Поворотного.
- Абсолютный максимум +37,8 °С
- Абсолютный минимум -30,1 °С [3]
- Относительная влажность воздуха — 65,9 %.
- Средняя скорость ветра — 2,8 м/с.

| Показатель                                           | Янв.  | Фев.  | Март  | Апр. | Май  | Июнь | Июль | Авг. | Сен. | Окт.  | Нояб. | Дек.  | Год   |
| ---------------------------------------------------- | ----- | ----- | ----- | ---- | ---- | ---- | ---- | ---- | ---- | ----- | ----- | ----- | ----- |
| Абсолютный максимум, °C                              | 8,4   | 12,2  | 23,5  | 31,7 | 35,4 | 34,3 | 37,8 | 35,6 | 31,4 | 27,9  | 22,3  | 11,0  | 37,8  |
| Средний суточный максимум, °C                        | −5,2  | −1,9  | 3,3   | 9,4  | 13,5 | 16,0 | 19,7 | 23,0 | 20,4 | 13,9  | 4,5   | −3,1  | 9,5   |
| Средняя температура, °C                              | −10,6 | −7,6  | −1,9  | 3,8  | 8,1  | 11,8 | 16,3 | 19,0 | 15,0 | 7,8   | −1,2  | −8,5  | 4,3   |
| Средний суточный минимум, °C                         | −15,1 | −12,8 | −6,7  | −0,5 | 4,1  | 8,9  | 13,8 | 15,7 | 9,9  | 2,3   | −6    | −13,1 | 0,0   |
| Абсолютный минимум, °C                               | −30   | −30,5 | −25,5 | −12  | −4,1 | 0,2  | 3,6  | 1,9  | −3,5 | −11,3 | −22   | −30,1 | −30,5 |
| Норма осадков, мм                                    | 20    | 13    | 29    | 49   | 73   | 93   | 119  | 136  | 103  | 65    | 41    | 20    | 760   |
| Источник: ФГБУ "ВНИИГМИ-МЦД", ЕСИМО, Погода и климат |       |       |       |      |      |      |      |      |      |       |       |       |       |

| Показатель              | Янв. | Фев. | Март | Апр. | Май  | Июнь | Июль | Авг. | Сен. | Окт. | Нояб. | Дек. | Год  |
| ----------------------- | ---- | ---- | ---- | ---- | ---- | ---- | ---- | ---- | ---- | ---- | ----- | ---- | ---- |
| Абсолютный максимум, °C | 1,8  | 2,5  | 5,8  | 9,1  | 14,4 | 17,8 | 22,3 | 23,0 | 22,4 | 17,5 | 11,0  | 5,7  | 23,0 |
| Средняя температура, °C | −1,4 | −1,2 | 0,0  | 2,5  | 6,0  | 10,4 | 15,2 | 17,5 | 15,0 | 8,8  | 3,4   | −0,2 | 6,3  |
| Абсолютный минимум, °C  | −2   | −1,9 | −1,9 | −0,7 | 0,7  | 3,6  | 7,3  | 8,6  | 3,1  | 0,5  | −1,7  | −1,9 | −2   |

## Экология
В селе расположен металлургический цех Дальневосточного горно-металлургического комбината (обработка свинца), что создает неблагоприятную экологическую обстановку. Согласно исследованию Института Блэксмита местность входит в список самых загрязнённых в мире. Комбинат закрыт в 2014 году. Экология на сегодняшний день полностью восстановлена.

## Население
| 1926  | 1959  | 1970  | 1979  | 1989  | 2002  | 2010  |
| ----- | ----- | ----- | ----- | ----- | ----- | ----- |
| 191   | ↗6206 | ↘5478 | ↘3159 | ↘2947 | ↘2389 | ↘2107 |
| 2021  |       |       |       |       |       |       |
| ↘1433 |       |       |       |       |       |       |

## Достопримечательности

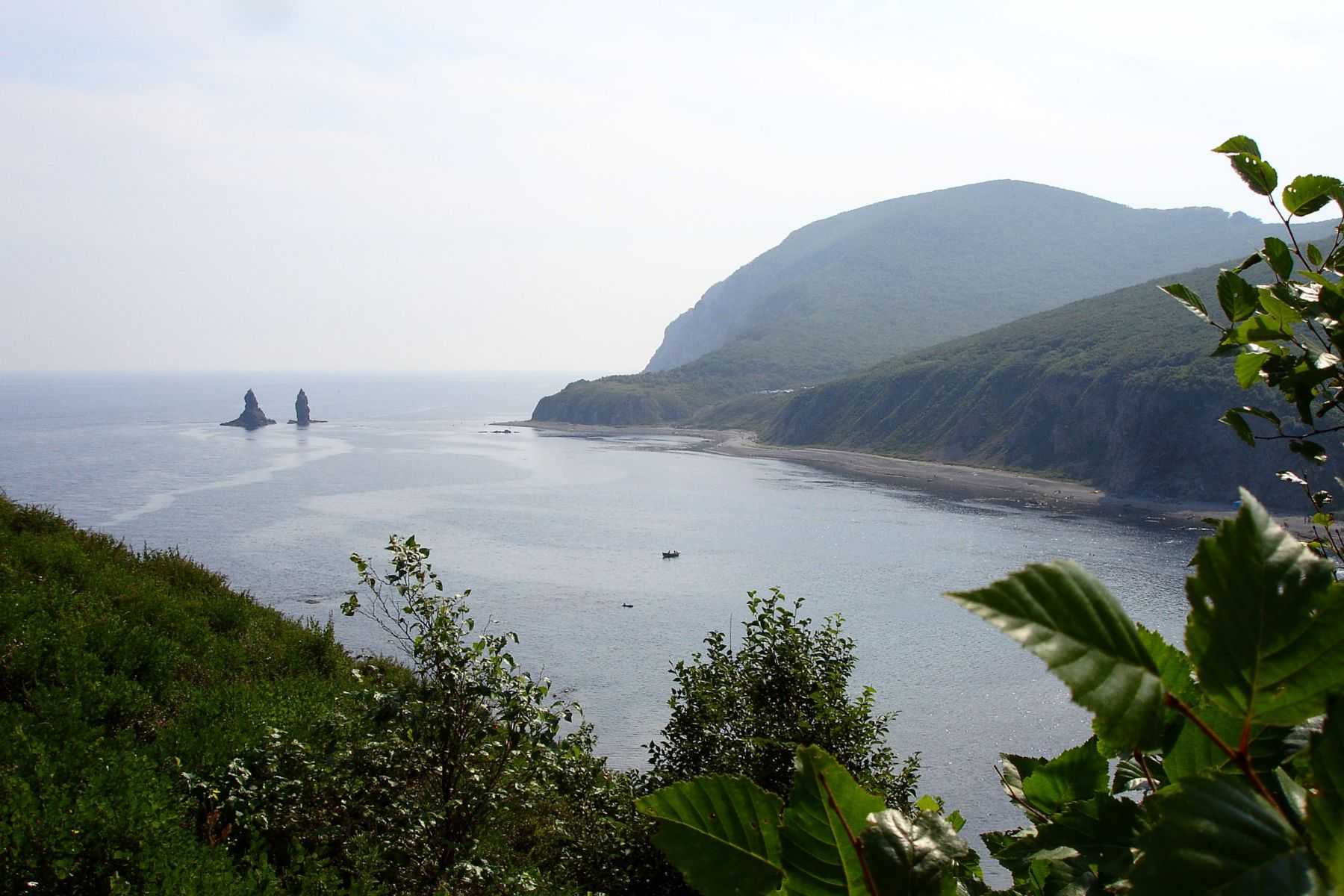
Два Брата

Главными местными достопримечательностями являются кекуры Два Брата и построенный в начале 1950-х годов маяк, что расположен на мысе Бриннера, прикрывающем вход в крохотный порт. Чтобы попасть к ним, необходимо, не доезжая Рудной Пристани, повернуть направо, к небольшому посёлку Смычка, расположенному на берегу озера Васьковское.
Мыс Бриннера представляет собой двуглавую скалу, на меньшей из вершин которой и воздвигнут маяк. Со второй, более высокой вершины открывается великолепный вид на бухту Рудная, посёлок, а также побережье к северу от него. Правда, попасть туда не так просто — для этого нужно пройти по краю отвесного обрыва высотой в несколько десятков метров.
Кекуры Два Брата, прославившиеся на всю страну благодаря неденоминированной купюре в 1000 рублей, расположены на некотором удалении от берега. Впрочем, подобные каменные столбы есть во многих местах на побережье — берег к северу от Рудной Пристани изобилует отвесными обрывами и крутыми скалами, которые разрушаются морскими волнами на протяжении тысячелетий.
В пос. Рудная Пристань находилась конечная станция Дальнегорской узкоколейной железной дороги.